# Белый Колодезь Первый
Белый Колодезь Первый — деревня в Колпнянском районе Орловской области России.
Административный центр Белоколодезьского сельского поселения в рамках организации местного самоуправления и центр Белоколодезьского сельсовета в рамках административно-территориального устройства.

## География
Расположена в 11 км к юго-востоку от райцентра, посёлка городского типа Колпна, и в 119 км к юго-востоку от центра города Орёл.

## Население
| 2002 | 2010 |
| ---- | ---- |
| 442  | ↘389 |

Согласно результатам переписи 2002 года, в национальной структуре населения русские составляли 99 % от жителей.

## Достопримечательности
Памятник архитектуры 2-й половины XIX века — остатки усадьбы художника В.Г.Шварца.